# Rieko Matsuura
Rieko Matsuura (jap. 松浦 理英子, Matsuura Rieko; * 7. August 1958 in Matsuyama) ist eine japanische Schriftstellerin.

## Leben
Matsuura wurde in Matsuyama (Präfektur Ehime) geboren, verbrachte ihre Mittel- und Oberschulzeit aber in Marugame, Präfektur Kagawa und absolvierte daraufhin ein Studium der französischen Literatur an der Aoyama-Gakuin-Universität. Besonderen Gefallen fand sie an den Werken des Marquis de Sade und Jean Genets. Während ihrer Studienzeit, im Alter von 20 Jahren, erhielt sie für Sōgi no hi (葬儀の日, z. dt. „Tag des Begräbnisses“) den Bungakukai-Nachwuchspreis. Sie war auch für den Akutagawa-Preis nominiert. Ihr Werk Nachuraru ūman (japonisierte Form des engl. Natural Woman, z. dt. „Die natürliche Frau“), kreisend um den Gegenstand der Frauenliebe, fand 1987 großen Beifall vonseiten Nakagami Kenjis, wodurch ihr Aufmerksamkeit zuteilwurde. 1993 erhielt sie den Frauenliteraturpreis für ihren Chōhen Shōsetsu (Roman) Oyayubi-P no shugyō-jidai (親指Pの修業時代, z. dt. etwa „Lehrjahre einer Peniszehe“), welcher zu einem Verkaufsschlager wurde und von einer Frau handelt, deren rechte große Zehe sich zu dem im Titel genannten männlichen Geschlechtsorgan entwickelt.
Trotz Auszeichnung ist Matsuura als Schriftstellerin kaum produktiv. Bis zu ihrem nächsten Roman, Ura-vājon (裏ヴァージョン, z. dt. etwa „Die Kehrversion“), vergingen sieben und bis zu dem darauffolgenden Roman Kenshin (犬身, z. dt. etwa „Im Körper eines Hundes“) weitere sieben Jahre. Kenshin, erschienen im Jahre 2007, erzählt von einer als Welpe wiedergeborenen Frau und von Liebe, die selbst Gattungsunterschiede überbrückt. Der Roman wurde mit dem Yomiuri-Literaturpreis und dem Sense of Gender Award ausgezeichnet.
Seit 2007 ist Matsuura Mitglied im Auswahlkomitee für den Bungakukai-Nachwuchspreis und seit 2008 zudem Mitglied im Auswahlkomitee für den Shinchō-Nachwuchspreis (des Shinchō-Verlages).
| Personendaten    | Personendaten               |
| ---------------- | --------------------------- |
| NAME             | Matsuura, Rieko             |
| ALTERNATIVNAMEN  | 松浦 理英子                 |
| KURZBESCHREIBUNG | japanische Schriftstellerin |
| GEBURTSDATUM     | 7. August 1958              |
| GEBURTSORT       | Matsuyama                   |